# گروه سرمایه‌گذاری اچ‌ان‌ای
گروه سرمایه‌گذاری اچ‌ان‌ای (انگلیسی: HNA Investment Group) شرکت زیرساخت چینی است، که در سال ۱۹۹۳ تأسیس شد.